# Ernst Drexler
Ernst Drexler (* 30. Juli 1944 in Wien) ist ein deutscher Sportschütze im Wurfscheibenschießen in der Disziplin Skeet.

## Leben und Karriere
Drexler war Teilnehmer der Olympischen Spiele 1976 in Montreal und nahm am Skeet-Wettkampf teil, er belegte Platz 50 mit 181 von 200 geworfenen Wurfscheiben.